# کوت کمبوه
کوت کمبوه (به انگلیسی: Kot Kamboh) یک روستا در پاکستان است که در پنجاب واقع شده‌است.